# 前647年
| 千纪： | 前1千纪 |
| 世纪： | 前8世纪 \| 前7世纪 \| 前6世纪 |
| 年代： | 前670年代 \| 前660年代 \| 前650年代 \| 前640年代 \| 前630年代 \| 前620年代 \| 前610年代                                                                                           |
| 年份： | 前652年 \| 前651年 \| 前650年 \| 前649年 \| 前648年 \| 前647年 \| 前646年 \| 前645年 \| 前644年 \| 前643年 \| 前642年                                                             |
| 纪年： | 周襄王五年 魯僖公十三年 齊桓公三十九年 晉惠公四年 秦穆公十三年 宋襄公四年 楚成王二十五年 衛文公十三年 陳穆公元年 蔡穆侯二十八年 曹共公六年 郑文公二十六年 燕襄公十一年 杞成公八年 |

## 大事记
- 晉國發生饑荒，晉惠公向秦穆公請求購買糧食。
- 埃蘭拒绝引渡一位阿拉米人王子，這給了亚述国王亚述巴尼拔進攻埃蘭的藉口，此後亚述巴尼拔率軍洗劫了蘇薩